# Knack HBT Roulers
Pour les articles homonymes, voir HBT.
Actualités
Le Knack HBT Roeselare est un club de handball, situé à Roulers dans la Province de Flandre-Occidentale en Belgique, Le club évolue actuellement en Liga Est.

## Histoire
Le Knack HBT Roeselare fut fondé en ?, il obtient donc le matricule 374.